# Giulietta e Romeo (film 1936)
Giulietta e Romeo (Romeo and Juliet) è un film del 1936 diretto da George Cukor e basato sull'omonima opera teatrale di William Shakespeare.

## Trama
Nella Verona rinascimentale, dove la rivalità tra le famiglie Montecchi e Capuleti alimenta scontri sanguinosi nelle strade, nasce un amore destinato a sfidare l’odio. Durante un ballo in maschera, Romeo Montecchi incontra Giulietta Capuleti: il loro colpo di fulmine li spinge a legarsi per sempre, nonostante il pericolo rappresentato dall’odio che divide i loro casati. Con l’aiuto della devota nutrice di Giulietta e di frate Lorenzo, i due giovani innamorati si sposano in segreto, sperando che la loro unione possa riportare la pace fra i loro casati. La fragile speranza di conciliazione viene però infranta quando le tensioni tra le famiglie degenerano in nuovi duelli. Durante uno scontro, Mercuzio, amico e confidente di Romeo, viene mortalmente ferito da Tebaldo, il fiero cugino di Giulietta. Accecato dall’ira, Romeo uccide Tebaldo per vendicare Mercuzio ma il gesto gli costa la condanna all’esilio da Verona, decretata dal principe Escalo. Mentre Romeo si nasconde lontano, Giulietta, affranta per la morte di Tebaldo e la partenza dell’amato, viene posta sotto ulteriore pressione dalla sua famiglia: suo padre e sua madre, infatti, ignari del suo matrimonio segreto, decidono di prometterla in sposa al nobile Paride. Disperata e determinata a sfuggire a un destino che la separerebbe per sempre da Romeo, Giulietta accetta un piano rischioso suggerito da Frate Lorenzo: bere un potente sonnifero che la farà sembrare morta, ingannando tutti fino al momento della fuga con il suo sposo. Gli eventi che seguono, alimentati da equivoci e dal fato crudele, condurranno Romeo e Giulietta verso un epilogo drammatico che cambierà per sempre il destino delle famiglie Montecchi e Capuleti, segnando una riconciliazione pagata a carissimo prezzo.

## Produzione
Questa versione hollywoodiana della tragedia shakespeariana si distingue per la grande sontuosità della scena, interamente ricostruita dallo scenografo Cedric Gibbons negli studi della Metro Goldwyn Mayer, comprendente la piazza di Verona che ospita i movimenti di massa delle innumerevoli comparse in costume, la grande sala dove si svolge il ballo, le stradine che fanno da sfondo alla fuga di Romeo e il giardino di Giulietta, con le alte mura che simboleggiano gli ostacoli fra i due amanti. Il produttore Irving Thalberg dichiarò la sua intenzione di "realizzare la produzione che Shakespeare avrebbe voluto, se avesse avuto a disposizione i mezzi del cinema"
Irving Thalberg scelse come protagonisti la moglie Norma Shearer, attrice di grande esperienza, e Leslie Howard, attore di teatro raffinato ed elegante. Nonostante la sua riluttanza ad accettare il ruolo di Romeo, che giudicava poco interessante, Howard accettò la parte soprattutto perché convinto che la versione cinematografica di Thalberg fosse uno dei più grandi esperimenti cinematografici di quegli anni. Ai due protagonisti furono affiancati altri celebri attori come John Barrymore nel ruolo di Mercuzio e Basil Rathbone in quello di Tebaldo.
Le riprese del film durarono sei mesi, e il budget raggiunse i 2 milioni di dollari, facendo di Giulietta e Romeo il più costoso dei film sonori fino ad allora realizzati.

## Distribuzione

### Accoglienza e critica
Il film ha ottenuto quattro candidature ai Premi Oscar 1937: miglior film, miglior attrice (Norma Shearer), miglior attore non protagonista (Basil Rathbone) e migliore scenografia.
Nel 1936 è stato indicato tra i migliori dieci film dell'anno dal National Board of Review of Motion Pictures.
Il The New York Times ha incluso il film fra i "Migliori 1000 film realizzati", definendolo "una produzione sontuosa", "estremamente ben prodotta ed interpretata."
Il film fu comunque criticato perché sia Howard che la Shearer erano troppo anziani per le loro parti.